# Maria Basels
Maria Basels (* 12. Oktober 1886 in Kempen; † 23. Juli 1969 in Kempen) war eine Kauffrau und letzte Angehörige der fast 400 Jahre in Kempen ansässigen Familie Basels. Ihr Vermögen vermachte sie zwei Kempener Stiftungen.

## Leben
Maria Basels entstammte der „Ludwig-Linie“, eine der beiden Stammlinien der Kempener Familie Basels, die seit Mitte des 18. Jahrhunderts in der Neustraße ansässig war. Ihr Großvater Jakob Heinrich Basels stellte 1868 die Firma „Geschwister Basels, Posthalterei, Öl- und Mehlhandel“ auf eine Seifensiederei um, die sich mit der Herstellung von Schmierseife, der grünen Seife, befasste. 1908, nach dem Tod ihres Vaters, führte ihre Mutter die Seifensiederei weiter fort. Nach dem Ersten Weltkrieg unternahmen dann Maria Basels zusammen mit ihrem Bruder Jakob Franz und ihrer Schwester Frieda einen Neuanfang und gründeten eine Lebensmittel-Großhandlung. 1937 wurde eine Kaffeerösterei angegliedert. Nach dem Tod ihrer Geschwister übertrug Maria Basels schließlich 1959 das Geschäft ihrem langjährigen Geschäftsführer. Mit ihrem Tod 1969 ging eine lange Tradition, der mit der Stadt Kempen eng verbundenen Familie Basels, zu Ende. Ihr gesamtes Vermögen, unter anderem das Stammhaus Neustraße 32, vermachte sie ihrer Heimatstadt Kempen.

## Wirkung
Das Vermögen der Maria Basels ist in zwei Stiftungen geflossen: eine für bedürftige ältere Kempener Mitbürger, die „Maria-Basels-Altenheimstiftung“ und eine für das städtische Kramer-Museum zur Erhaltung des wertvollen Mobiliars, die „Maria-Basels-Stiftung“. In dem von ihr an die Stadt vererbten Haus auf der Neustraße 32 befindet sich zurzeit das Ordnungs- und Standesamt der Stadtverwaltung Kempen.
2009 wurde in Kempen eine Straße nach ihr benannt.